# Ouray
Ouray je město na jihozápadě Colorada, ve Spojených státech amerických. Nachází se ve stejnojmenném okrese Ouray County. Ouray leží sevřené v údolí, v severní části pohoří San Juan Mountains, v nadmořské výšce 2 365 m. Město bylo založeno v roce 1876 jako důlní město. V okolí se těžilo zlato a stříbro. Většina současné zástavby Ouray pochází z let 1880 až 1900 a je zapsána v Národním registru historických památek Spojených států amerických (National Register of Historic Places).
Ouray má rozlohu 2,23 km2 a žije zde okolo 1 000 obyvatel.

## Geografie
Ouray leží v severní části pohoří San Juan Mountains. Nejvyšší hora pohoří Uncompahgre Peak leží 14 km severovýchodně od města. Další z významných vrcholů pohoří Mount Sneffels leží 11 km jihozápadně. Ouray leží přibližně 300 km od hlavního města Colorada Denveru. S okolními městy Silverton a Durango je Ouray spojeno scénickou silnicí (U.S. Route 550) nazývanou Million-Dollar Highway.

### Podnebí
Ouray má vlhké kontinentální podnebí. Léta jsou teplá až mírná s občasným deštěm a bouřkami zejména v odpoledních hodinách. Zimy jsou velmi chladné se sněhem. Srážky jsou vyrovnané v průběhu celého roku. Celkový roční úhrn činí 682 mm.

| Ouray – podnebí                        | Ouray – podnebí | Ouray – podnebí | Ouray – podnebí | Ouray – podnebí | Ouray – podnebí | Ouray – podnebí | Ouray – podnebí | Ouray – podnebí | Ouray – podnebí | Ouray – podnebí | Ouray – podnebí | Ouray – podnebí | Ouray – podnebí |
| Období                                 | leden           | únor            | březen          | duben           | květen          | červen          | červenec        | srpen           | září            | říjen           | listopad        | prosinec        | rok             |
| -------------------------------------- | --------------- | --------------- | --------------- | --------------- | --------------- | --------------- | --------------- | --------------- | --------------- | --------------- | --------------- | --------------- | --------------- |
| Průměrné denní maximum [°C]            | 2,8             | 4,0             | 7,1             | 12,1            | 17,6            | 23,3            | 25,8            | 24,5            | 21,2            | 15,3            | 7,3             | 3,1             | 13,7            |
| Průměrné denní minimum [°C]            | −9,4            | −8,2            | −5,3            | −1,3            | 3,3             | 7,3             | 10,7            | 10              | 6,4             | 1,2             | −4,8            | −8,7            | 0,1             |
| Průměrné srážky [mm]                   | 43,7            | 43,9            | 57,2            | 52,6            | 44,7            | 29,2            | 53,3            | 58,2            | 51,3            | 54,6            | 52,3            | 41,1            | 582,1           |
| Zdroj: Western Regional Climate Center |                 |                 |                 |                 |                 |                 |                 |                 |                 |                 |                 |                 |                 |